# Yanbian Fude
Yanbian Fude Football Club (Chinees: 延邊富德;) is een Chinese professionele voetbalclub uit Yanji. De club werd in 1955 opgericht. In 2015 promoveerde Yanbian Fude naar de Super League.

## Naamsveranderingen
- 1955: oprichting club onder de naam Jilin FC
- 1957: Changchun FC
- 1959: Jilin FC
- 1994: Jilin Samsung
- 1995: Yanbian Hyundai
- 1997: Yanbian Aodong
- 1999: Jilin Aodong
- 2001: Yanbian FC
- 2004: Yanbian Shiji
- 2005: Yanbian FC
- 2011: Yanbian Changbai Tiger
- 2014: Yanbian Changbaishan
- 2016: Yanbian Fude

## Bekende (oud-)spelers
- Nikola Petković (2016)
- Yoon Bit-garam (2016–)
- Richárd Guzmics (2017–)

Beijing Guoan · 
Cangzhou Mighty Lions ·
Changchun Yatai ·
Chengdu Rongcheng ·
Henan · 
Meizhou Hakka · 
Nantong Zhiyun · 
Qingdao Hainiu ·
Qingdao West Coast ·
Shandong Taishan · 
Shanghai Shenhua ·
Shanghai Port ·
Shenzhen Peng City ·
Tianjin Jinmen Tiger · 
Wuhan Three Town
Zhejiang